# Acanthochitona shirleyi
Acanthochitona shirleyi is een keverslakkensoort uit de familie van de Acanthochitonidae. De wetenschappelijke naam van de soort is voor het eerst geldig gepubliceerd in 1922 door Ashby.